# Tiberiu Ghioane
Tiberiu Ghioane, né le 18 juin 1981 à Târgu Secuiesc est un footballeur roumain, qui occupe le poste de milieu défensif. Il est international roumain, et a porté 21 fois le maillot de l'équipe nationale jusqu'en mars 2011.

## Palmarès
- 4 fois champion d'Ukraine avec le Dynamo Kiev en 2003, 2004, 2007 et 2009.
- 4 fois vainqueur de la Coupe d'Ukraine avec le Dynamo Kiev en 2003, 2005, 2006 et 2007.
- 4 fois vainqueur de la Supercoupe d'Ukraine avec le Dynamo Kiev en 2004, 2006, 2007 et 2009.
- 1 fois vainqueur de la Coupe de la CEI avec le Dynamo Kiev en 2002.